# ليوبولد فان ليمبورغ ستيروم

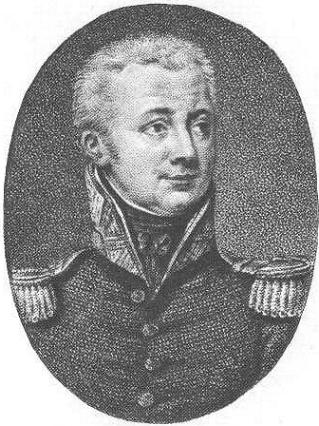
ليوبولد فان ليمبورغ ستيروم

ليوبولد فان ليمبورغ ستيروم Leopold van Limburg Stirum (12 مارس 1758 في هوغيفين - 25 يونيو 1840 في لاهاي ) كان سياسيًا هولنديا، وكان جزءًا من الحكومة الثلاثية لسنة 1813 التي استولت مؤقتا على السلطة في هولندا في عام 1813 من أجل إعادة تأسيس النظام الملكي في البلاد.

## حياته السياسية
كان ليوبولد عسكريا برتبة نقيب في الفوج الثاني في أورانج ناسو.
كان حاكما لمدنية لاهاي أثناء الاحتلال الفرنسي. وبعد فرار القوات الفرنسية بقيادة تشارلز فرانسوا ليبرون، الدوق الأول لبليزانس، شارك في تشكيل حكومة ثلاثية لتتولى حكم هولندا، مع كل من غيسبرت كاريل فان هوغيندورب وفرانس آدم فان دير دوين فان ماسدام. وأطلق على تلك الحكومة اسم الحكومة الثلاثية لسنة 1813. في هذه الحكومة المؤقتة، كان الكونت ليوبولد وزيرًا للحرب وبالتالي كان مسؤولاً عن منع الفوضى والتأكد أيضًا من عدم ضم هولندا إلى بروسيا أو إنجلترا .
دعا رجال الدولة الثلاثة الأمير، الذي كان طي النسيان وقتها، فيليم السادس من أورانج، الذي أصبح فيما بعد الملك فيليم الأول، إلى لاهاي لتأسيس النظام الملكي. في 30 نوفمبر 1813، استقبل ليمبورغ ستيروم الأمير على شاطئ شيفينينغن (أحد أحياء مدينة لاهاي)، وفي 6 ديسمبر عرضت عليه الحكومة المؤقتة لقب الملك. رفض فيليم ذلك، وبدلاً من ذلك أعلن نفسه "الأمير الحاكم" لهولندا. كما أراد ضمان حقوق الشعب من خلال إقرار "دستور حكيم". أصبح الملك فيليم الأول ملك هولندا عام 1815. وثبت الكونت ليوبولد في منصب حاكم لاهاي ومنحه رتبة عسكرية هي رتبة فريق.
في الثامن من يوليو عام 1815، حصل ليوبولد فان ليمبورغ ستيروم على لقب فارس الصليب الأكبر ضمن وسام الأسد الهولندي، وهذا اللقب هو لقب مخصص يمنح فقط لأفراد العائلة المالكة ورؤساء الدول الأجنبية ومجموعة مختارة من رؤساء الوزراء السابقين والأمراء والكرادلة.
في عام 1828 ترقى عسكريا لمنح رتبة "جنرال" في سلاح المشاة. وكان بدءا من عام 1833 عضوا في مجلس الشيوخ الهولندي حتى وفاته.

## عائلته
تزوج لأول مرة عام 1782 من تيودورا فان دير دوس، وهي سيدة من مدينة نوردفايك (ولدت عام 1758 وتوفيت عام 1793). وأنجبا أربعة أطفال.